# Megacyphoderus
Genre
Megacyphoderus est un genre de collemboles de la famille des Lepidocyrtidae.

## Liste des espèces
Selon Checklist of the Collembola of the World (version du 26 août 2019) :
- Megacyphoderus gallicus Delamare Deboutteville, 1948
- Megacyphoderus oraniensis Delamare Deboutteville, 1948
- Megacyphoderus orientalis (Folsom, 1924)
- Megacyphoderus silvestrii (Denis, 1924)
- Megacyphoderus termitum (Wahlgren, 1906)

## Publication originale
- Delamare Deboutteville, 1948 : Recherches sur les collemboles termitophiles et myrmécophiles (écologie, éthologie, systématique). Archive de Zoologie Expérimentale et Générale, vol. 85, p. 261-425.